# Parry Island First Nation Indian Reserve
Parry Island First Nation Indian Reserve är ett reservat i Kanada.   Det ligger i provinsen Ontario, i den sydöstra delen av landet, 300 km väster om huvudstaden Ottawa. Parry Island First Nation Indian Reserve ligger vid sjön Three Mile Lake.
I omgivningarna runt Parry Island First Nation Indian Reserve växer i huvudsak blandskog. Trakten runt Parry Island First Nation Indian Reserve är nära nog obefolkad, med mindre än två invånare per kvadratkilometer.